# جرين الاصلإب (السدة)

تعديل مصدري - تعديل

جرين الاصـلاب محلة تابعة لقرية بيت الرداعي، التابعة لعزلة وادي الحبالي بمديرية السدة إحدى مديريات محافظة إب في الجمهورية اليمنية.، بلغ تعداد سكانها 184 حسب تعداد اليمن لعام 2004.